# Igreja de Nossa Senhora das Neves (Norte Grande)

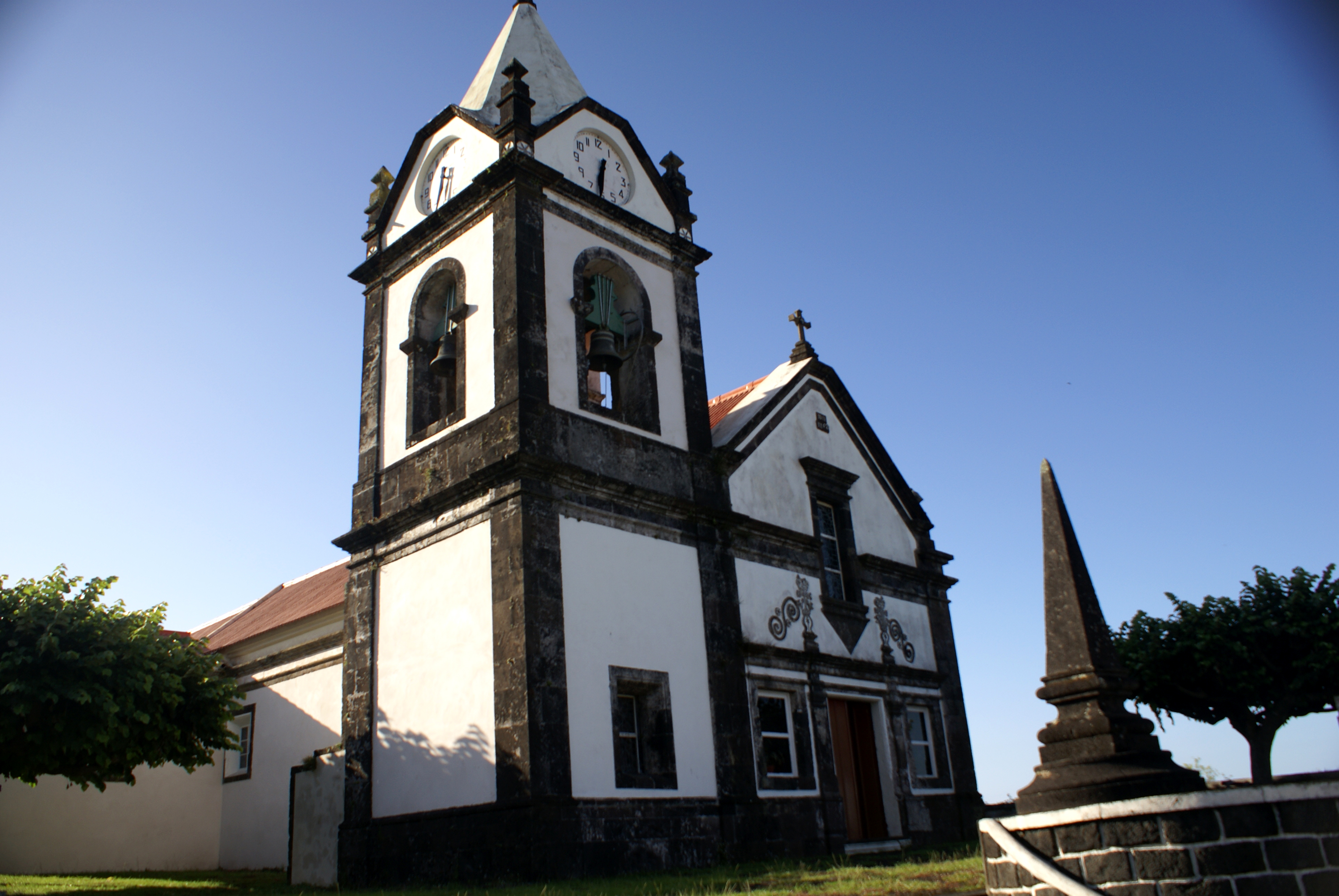
Igreja de Nossa Senhora das Neves.

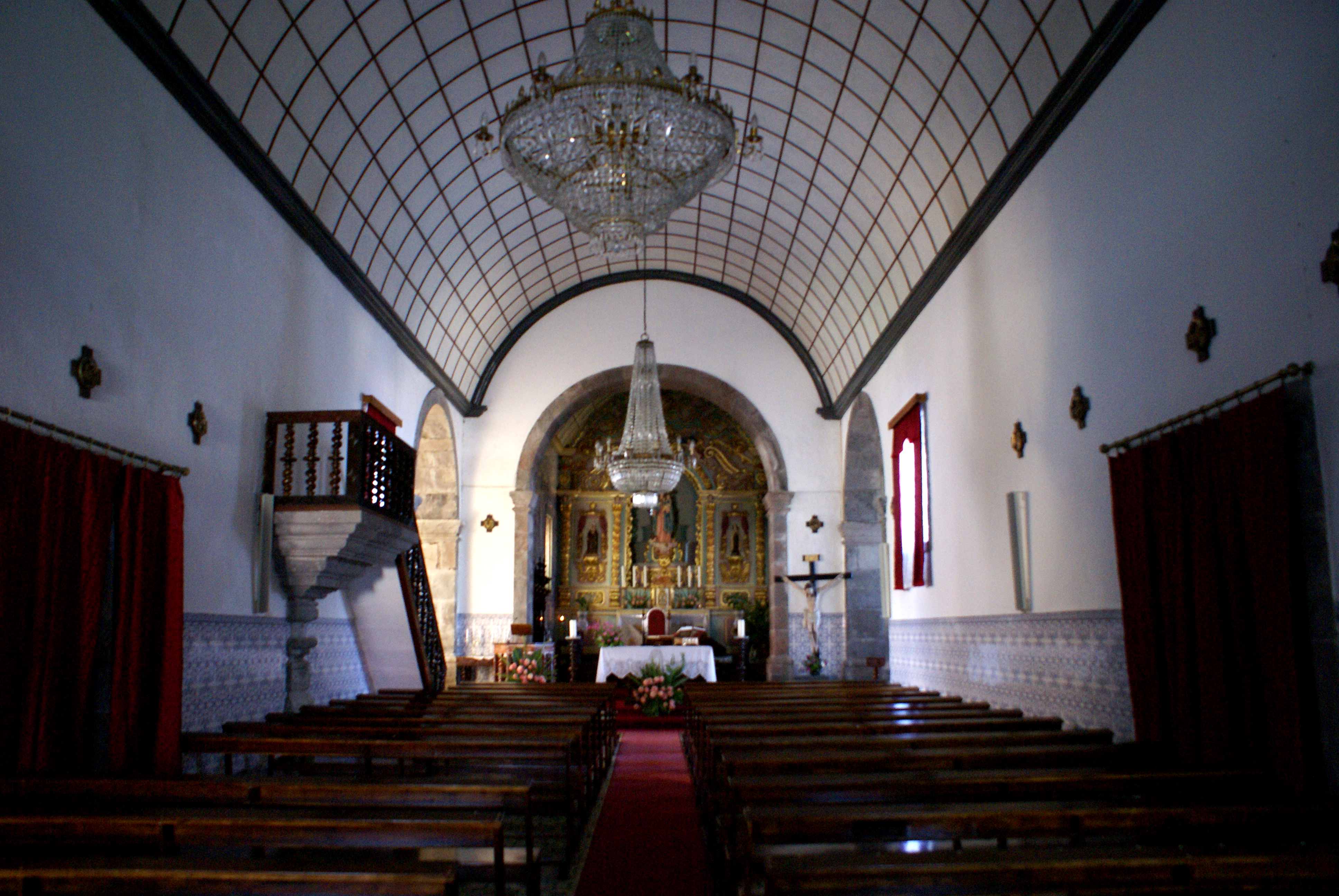
Igreja de Nossa Senhora das Neves, nave.

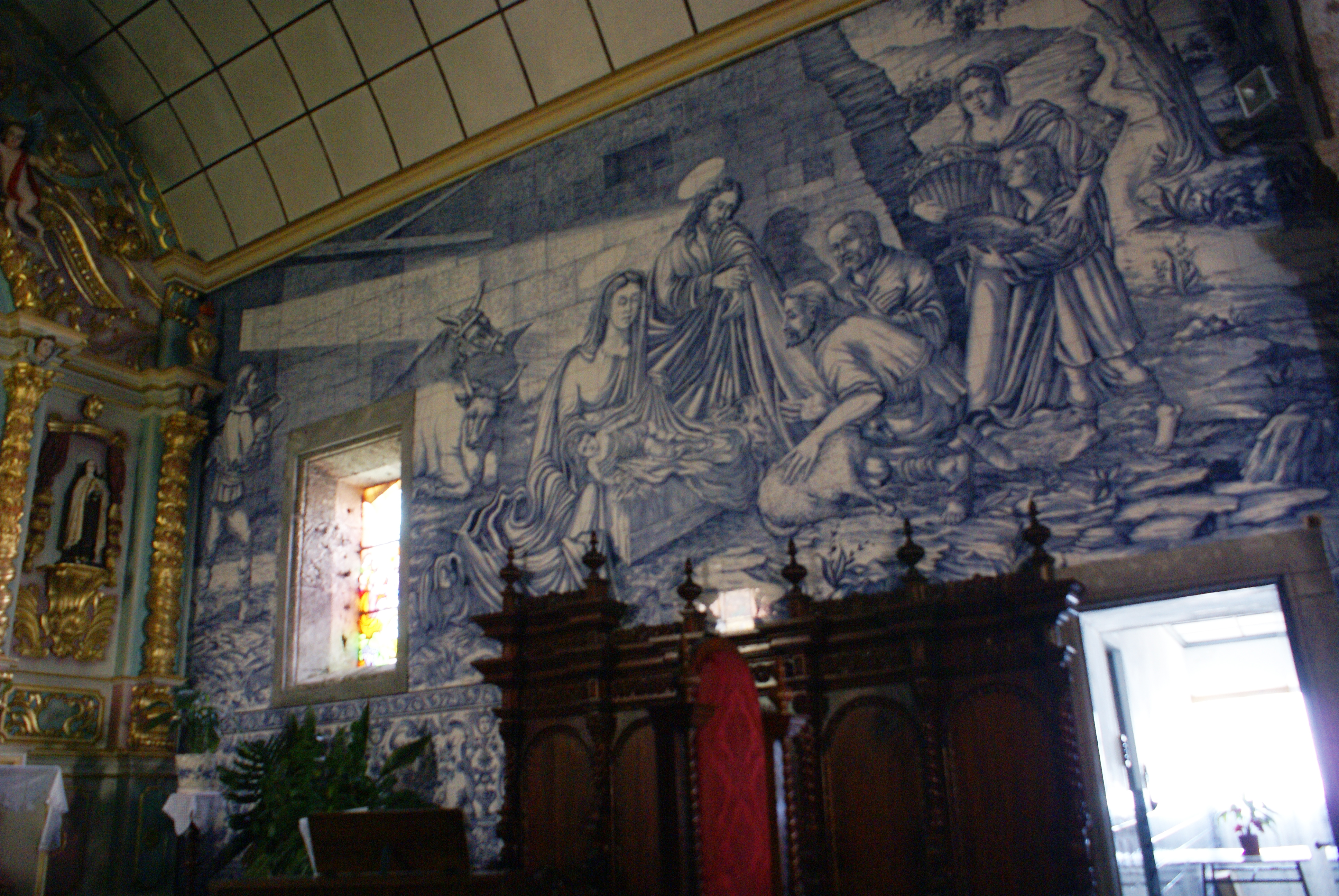
Igreja de Nossa Senhora das Neves, Magnifico trabalho de azulejaria.

A Igreja de Nossa Senhora das Neves (Norte Grande) é uma igreja católica portuguesa, localizada na freguesia do Norte Grande, concelho de Velas, ilha de São Jorge, arquipélago dos Açores.
A construção religiosa primitiva que existia no local do actual templo remontava aos século XVI segundo alguns historiadores e ao século XVII segundo outros. Trata-se de uma data difícil de certificar dada a falta de documentação que permita uma certeza dos factos.
Facto é que actual construção que data de 1762 se encontra edificada sobre as ruínas da anterior. O plano da construção deste templo foi da responsabilidade do Arquiteto José de Avelar de Melo, que vivia na vila das Velas.
Na década de 70 do século XX, este templo foi sujeito a obras de restauro e manutenção que não lhe causaram qualquer descaracterização.
A igreja primitiva de Nossa Senhora das Neves esta envolvida na história da ilha de São Jorge visto ter sido o palco do que ficou registado na história como o Motim dos Inhames. Neste templo estiveram cercados pela população, em 1694, os homens enviados para efectuarem a cobrança do dízimo dos inhames, nomeadamente o almoxarife da Fazenda Real.
Este Motim dos Inhames teve origem em 1692, quando Francisco Lopes Beirão arrematou, por três anos, o dízimo das miunças e ervagens da ilha de São Jorge pela quantia de 415$000 réis, (moeda da altura) e dada a falta de comprimento por parte dos agricultores, deu instruções aos seus agentes locais para fazerem cumprir a lei. Perante a continuada falta de pagamento, em 1694 solicitou às autoridades concelhias o pagamento coercivo do dízimo. Este facto desencadeou a revolta popular que só terminou quando o pároco desta igreja subiu à torre sineira e do alto desta queimou a lista com o nome dos implicados na revolta.
Esta igreja apresenta-se dotada de um corpo único, com também só uma capela-mor revestida esta de azulejos. A talha da capela-mor é pintada de azul e ouro. Nas capelas laterais encontram-se imagens do Senhor dos Passos e de Nossa Senhora de Fátima.